# آنه کارین تانوم
آنه کارین تانوم (انگلیسی: Anne Carine Tanum) (زاده ۲۷ نوامبر ۱۹۵۴) کارآفرین، بانکدار و مدیر ارشد اجرایی نروژی است، که در حال حاضر به‌عنوان رئیس هیئت مدیره بانک دی‌ان‌بی آسا فعالیت می‌نماید.